# Stanley-Cup-Playoffs 1988
Die Playoffs um den Stanley Cup des Jahres 1988 begannen am 6. April 1988 und endeten am 26. Mai 1988 mit dem 4:0-Erfolg der Edmonton Oilers über die Boston Bruins. Die Oilers gewannen somit ihren vierten Titel in den letzten fünf Jahren und stellten mit ihrem Kapitän Wayne Gretzky auch den mit der Conn Smythe Trophy ausgezeichneten Most Valuable Player dieser post-season. Gretzky wurde damit zum dritten Spieler nach Bernie Parent und Bobby Orr, dem diese Ehrung zweimal zuteilwurde (erstmals 1985). Darüber hinaus führte „The Great One“ auch die Scorerliste der Playoffs an und stellte mit 31 Vorlagen einen bis heute gültigen Rekord in den Stanley-Cup-Playoffs auf. Bis heute unerreicht sind auch die nur zwei Niederlagen, die die Oilers bei 16 benötigten Siegen zum Stanley-Cup-Gewinn hinnehmen mussten. Zuletzt gelang dies 1977 den Canadiens de Montréal, wobei allerdings zwölf Siege zum Titelgewinn ausreichten. Die Boston Bruins hingegen mussten die vierte Finalniederlage in Folge hinnehmen, zuletzt unterlagen sie 1978 den Canadiens de Montréal (2:4).
Zum ersten Mal seit 1978 erreichte das Franchise der Colorado Rockies/New Jersey Devils wieder die Playoffs, sodass die zu diesem Zeitpunkt längste Serie von neun Spielzeiten ohne Playoff-Teilnahme endete.

## Modus
Nachdem sich aus jeder Division die vier punktbesten Teams qualifiziert haben, starten die im K.-o.-System ausgetragenen Playoffs. Dabei trifft der jeweilige Erste auf den Vierten und der Zweite auf den Dritten einer jeden Division, sodass in den ersten zwei Runden die Divisionssieger ausgespielt werden. Diese treten in der Folge im Conference-Finale um den Einzug ins Stanley-Cup-Finale an.
Alle Serien jeder Runde werden im Best-of-Seven-Modus ausgespielt, das heißt, dass ein Team vier Siege zum Erreichen der nächsten Runde benötigt. Das höher gesetzte Team hat dabei in den ersten beiden Spielen Heimrecht, die nächsten beiden das gegnerische Team. Sollte bis dahin kein Sieger aus der Runde hervorgegangen sein, wechselt das Heimrecht von Spiel zu Spiel. So hat die höher gesetzte Mannschaft in den Spielen 1, 2, 5 und 7, also vier der maximal sieben Spiele, einen Heimvorteil. Der Sieger der Prince of Wales Conference wird mit der Prince of Wales Trophy ausgezeichnet und der Sieger der Campbell Conference mit der Clarence S. Campbell Bowl.
Bei Spielen, die nach der regulären Spielzeit von 60 Minuten unentschieden bleiben, folgt die Overtime. Sie endet durch das erste erzielte Tor (Sudden Death).

## Qualifizierte Teams
| Adams Division - (A1) Canadiens de Montréal - (A2) Boston Bruins - (A3) Buffalo Sabres - (A4) Hartford Whalers Patrick Division - (P1) New York Islanders - (P2) Washington Capitals - (P3) Philadelphia Flyers - (P4) New Jersey Devils | Norris Division - (N1) Detroit Red Wings - (N2) St. Louis Blues - (N3) Chicago Blackhawks - (N4) Toronto Maple Leafs Smythe Division - (S1) Calgary Flames - (S2) Edmonton Oilers - (S3) Winnipeg Jets - (S4) Los Angeles Kings |

## Playoff-Baum
|  | Division-Halbfinale | Division-Halbfinale   | Division-Halbfinale |                     |                       | Division-Finale | Division-Finale              | Division-Finale |  |  | Conference-Finale | Conference-Finale | Conference-Finale |  |  | Stanley-Cup-Finale | Stanley-Cup-Finale | Stanley-Cup-Finale |
|  |                     |                       |                     |                     |                       |                 |                              |                 |  |  |                   |                   |                   |  |  |                    |                    |                    |
|  | A1                  | Canadiens de Montréal | 4                   |                     |                       |                 |                              |                 |  |  |                   |                   |                   |  |  |                    |                    |                    |
|  | A4                  | Hartford Whalers      | 2                   |                     |                       |                 |                              |                 |  |  |                   |                   |                   |  |  |                    |                    |                    |
|  | A4                  | Hartford Whalers      | 2                   | A1                  | Canadiens de Montréal | 1               |                              |                 |  |  |                   |                   |                   |  |  |                    |                    |                    |
|  |                     |                       |                     | A1                  | Canadiens de Montréal | 1               |                              |                 |  |  |                   |                   |                   |  |  |                    |                    |                    |
|  |                     |                       | A2                  | Boston Bruins       | 4                     |                 |                              |                 |  |  |                   |                   |                   |  |  |                    |                    |                    |
|  | A2                  | Boston Bruins         | A2                  | Boston Bruins       | 4                     | 4               |                              |                 |  |  |                   |                   |                   |  |  |                    |                    |                    |
|  | A2                  | Boston Bruins         |                     |                     |                       | 4               |                              |                 |  |  |                   |                   |                   |  |  |                    |                    |                    |
|  | A3                  | Buffalo Sabres        | 2                   |                     |                       |                 |                              |                 |  |  |                   |                   |                   |  |  |                    |                    |                    |
|  | A3                  | Buffalo Sabres        | 2                   | A2                  | Boston Bruins         | 4               |                              |                 |  |  |                   |                   |                   |  |  |                    |                    |                    |
|  |                     |                       |                     | A2                  | Boston Bruins         | 4               | Prince of Wales Conference   |                 |  |  |                   |                   |                   |  |  |                    |                    |                    |
|  |                     | P4                    | New Jersey Devils   | 3                   |                       |                 |                              |                 |  |  |                   |                   |                   |  |  |                    |                    |                    |
|  | P1                  | P4                    | New Jersey Devils   | 3                   | New York Islanders    | 2               |                              |                 |  |  |                   |                   |                   |  |  |                    |                    |                    |
|  | P1                  |                       |                     |                     | New York Islanders    | 2               |                              |                 |  |  |                   |                   |                   |  |  |                    |                    |                    |
|  | P4                  | New Jersey Devils     | 4                   |                     |                       |                 |                              |                 |  |  |                   |                   |                   |  |  |                    |                    |                    |
|  | P4                  | New Jersey Devils     | 4                   | P4                  | New Jersey Devils     | 4               |                              |                 |  |  |                   |                   |                   |  |  |                    |                    |                    |
|  |                     |                       |                     | P4                  | New Jersey Devils     | 4               |                              |                 |  |  |                   |                   |                   |  |  |                    |                    |                    |
|  |                     |                       | P2                  | Washington Capitals | 3                     |                 |                              |                 |  |  |                   |                   |                   |  |  |                    |                    |                    |
|  | P2                  | Washington Capitals   | P2                  | Washington Capitals | 3                     | 4               |                              |                 |  |  |                   |                   |                   |  |  |                    |                    |                    |
|  | P2                  | Washington Capitals   |                     |                     |                       |                 |                              |                 |  |  |                   |                   |                   |  |  |                    |                    |                    |
|  | P3                  | Philadelphia Flyers   | 3                   |                     |                       |                 |                              |                 |  |  |                   |                   |                   |  |  |                    |                    |                    |
|  | P3                  | Philadelphia Flyers   | 3                   | A2                  | Boston Bruins         | 0               |                              |                 |  |  |                   |                   |                   |  |  |                    |                    |                    |
|  |                     |                       |                     |                     |                       |                 |                              |                 |  |  |                   |                   |                   |  |  |                    |                    |                    |
|  |                     | S2                    | Edmonton Oilers     | 4                   |                       |                 |                              |                 |  |  |                   |                   |                   |  |  |                    |                    |                    |
|  | N1                  | S2                    | Edmonton Oilers     | 4                   | Detroit Red Wings     | 4               |                              |                 |  |  |                   |                   |                   |  |  |                    |                    |                    |
|  | N1                  |                       |                     |                     | Detroit Red Wings     | 4               |                              |                 |  |  |                   |                   |                   |  |  |                    |                    |                    |
|  | N4                  | Toronto Maple Leafs   | 2                   |                     |                       |                 |                              |                 |  |  |                   |                   |                   |  |  |                    |                    |                    |
|  | N4                  | Toronto Maple Leafs   | 2                   | N1                  | Detroit Red Wings     | 4               |                              |                 |  |  |                   |                   |                   |  |  |                    |                    |                    |
|  |                     |                       |                     | N1                  | Detroit Red Wings     | 4               |                              |                 |  |  |                   |                   |                   |  |  |                    |                    |                    |
|  |                     |                       | N2                  | St. Louis Blues     | 1                     |                 |                              |                 |  |  |                   |                   |                   |  |  |                    |                    |                    |
|  | N2                  | St. Louis Blues       | N2                  | St. Louis Blues     | 1                     | 4               |                              |                 |  |  |                   |                   |                   |  |  |                    |                    |                    |
|  | N2                  | St. Louis Blues       |                     |                     |                       | 4               |                              |                 |  |  |                   |                   |                   |  |  |                    |                    |                    |
|  | N3                  | Chicago Blackhawks    | 1                   |                     |                       |                 |                              |                 |  |  |                   |                   |                   |  |  |                    |                    |                    |
|  | N3                  | Chicago Blackhawks    | 1                   | N1                  | Detroit Red Wings     | 1               |                              |                 |  |  |                   |                   |                   |  |  |                    |                    |                    |
|  |                     |                       |                     | N1                  | Detroit Red Wings     | 1               | Clarence Campbell Conference |                 |  |  |                   |                   |                   |  |  |                    |                    |                    |
|  |                     | S2                    | Edmonton Oilers     | 4                   |                       |                 |                              |                 |  |  |                   |                   |                   |  |  |                    |                    |                    |
|  | S1                  | S2                    | Edmonton Oilers     | 4                   | Calgary Flames        | 4               |                              |                 |  |  |                   |                   |                   |  |  |                    |                    |                    |
|  | S1                  |                       |                     |                     |                       |                 |                              |                 |  |  |                   |                   |                   |  |  |                    |                    |                    |
|  | S4                  | Los Angeles Kings     | 1                   |                     |                       |                 |                              |                 |  |  |                   |                   |                   |  |  |                    |                    |                    |
|  | S4                  | Los Angeles Kings     | 1                   | S1                  | Calgary Flames        | 0               |                              |                 |  |  |                   |                   |                   |  |  |                    |                    |                    |
|  |                     |                       |                     | S1                  | Calgary Flames        | 0               |                              |                 |  |  |                   |                   |                   |  |  |                    |                    |                    |
|  |                     |                       | S2                  | Edmonton Oilers     | 4                     |                 |                              |                 |  |  |                   |                   |                   |  |  |                    |                    |                    |
|  | S2                  | Edmonton Oilers       | S2                  | Edmonton Oilers     | 4                     | 4               |                              |                 |  |  |                   |                   |                   |  |  |                    |                    |                    |
|  | S2                  | Edmonton Oilers       |                     |                     |                       |                 |                              |                 |  |  |                   |                   |                   |  |  |                    |                    |                    |
|  | S3                  | Winnipeg Jets         | 1                   |                     |                       |                 |                              |                 |  |  |                   |                   |                   |  |  |                    |                    |                    |

## Division-Halbfinale

### Prince of Wales Conference

#### (A1) Canadiens de Montréal – (A4) Hartford Whalers
| 6. April 1988 | Canadiens de Montréal Shayne Corson (22:54) Bobby Smith (24:48) Chris Chelios (45:43) Stéphane Richer (49:50) | 4:3 (0:1, 2:0, 2:2) Spielbericht Stand: 1:0 | Hartford Whalers Randy Ladouceur (7:59) Dave Babych (40:56) Ron Francis (43:10) | Forum de Montréal, Montréal, Québec Zuschauer: 16.523 |

| 7. April 1988 | Canadiens de Montréal Brian Skrudland (5:30) Chris Chelios (13:37) Gilles Thibaudeau (22:39) Claude Lemieux (30:59) Bobby Smith (49:05) Gilles Thibaudeau (50:55) Kjell Dahlin (51:43) | 7:3 (2:2, 2:1, 3:0) Spielbericht Stand: 2:0 | Hartford Whalers Lindsay Carson (9:47) Kevin Dineen (14:15) Scot Kleinendorst (32:52) | Forum de Montréal, Montréal, Québec Zuschauer: 16.640 |

| 9. April 1988 | Hartford Whalers Stewart Gavin (2:06) Sylvain Côté (26:31) Carey Wilson (46:34) | 3:4 (1:1, 1:3, 1:0) Spielbericht Stand: 0:3 | Canadiens de Montréal Stéphane Richer (9:21) Craig Ludwig (28:33) Mike McPhee (29:32) Ryan Walter (33:52) | Hartford Civic Center, Hartford, Connecticut Zuschauer: 15.223 |

| 10. April 1988 | Hartford Whalers Dean Evason (4:17) Dave Babych (8:29) Dave Babych (40:59) Kevin Dineen (51:20) Stewart Gavin (54:23) Kevin Dineen (57:05) Scott Young (57:54) | 7:5 (2:1, 0:1, 5:3) Spielbericht Stand: 1:3 | Canadiens de Montréal Stéphane Richer (3:22) Stéphane Richer (33:17) Bobby Smith (44:06) Ryan Walter (45:02) Gilles Thibaudeau (59:30) | Hartford Civic Center, Hartford, Connecticut Zuschauer: 15.061 |

| 12. April 1988 | Canadiens de Montréal Mike McPhee (26:11) | 1:3 (0:1, 1:1, 0:1) Spielbericht Stand: 3:2 | Hartford Whalers Kevin Dineen (10:01) Carey Wilson (25:40) Ron Francis (59:44) | Forum de Montréal, Montréal, Québec Zuschauer: 16.687 |

| 14. April 1988 | Hartford Whalers Ray Ferraro (38:57) | 1:2 (0:2, 1:0, 0:0) Spielbericht Stand: 2:4 | Canadiens de Montréal Stéphane Richer (9:15) Stéphane Richer (17:59) | Hartford Civic Center, Hartford, Connecticut Zuschauer: 15.223 |

#### (A2) Boston Bruins – (A3) Buffalo Sabres
| 6. April 1988 | Boston Bruins Glen Wesley (9:27) Ray Bourque (23:16) Steve Kasper (31:38) Gord Kluzak (32:35) Tom McCarthy (43:27) Bob Sweeney (43:55) Michael Thelvén (48:45) | 7:3 (1:1, 3:1, 3:1) Spielbericht Stand: 1:0 | Buffalo Sabres Phil Housley (11:16) Pierre Turgeon (34:43) Pierre Turgeon (56:14) | Boston Garden, Boston, Massachusetts Zuschauer: 13.740 |

| 7. April 1988 | Boston Bruins Ken Linseman (12:19) Bruce Shoebottom (22:13) Glen Wesley (45:35) Craig Janney (49:38) | 4:1 (1:0, 1:0, 2:1) Spielbericht Stand: 2:0 | Buffalo Sabres Mike Foligno (44:16) | Boston Garden, Boston, Massachusetts Zuschauer: 14.451 |

| 9. April 1988 | Buffalo Sabres John Tucker (9:16) Mike Foligno (26:15) John Tucker (37:37) John Tucker (38:39) John Tucker (49:14) Mike Foligno (54:01) | 6:2 (1:1, 3:1, 2:0) Spielbericht Stand: 1:2 | Boston Bruins Craig Janney (14:48) Glen Wesley (30:58) | Buffalo Memorial Auditorium, Buffalo, New York Zuschauer: 16.433 |

| 10. April 1988 | Buffalo Sabres Pierre Turgeon (2:29) Dave Andreychuk (36:33) John Tucker (40:16) Pierre Turgeon (47:33) Phil Housley (54:01) John Tucker (65:32) | 6:5 n. V. (1:1, 1:1, 3:3, 1:0) Spielbericht Stand: 2:2 | Boston Bruins Bob Joyce (7:33) Keith Crowder (23:36) Rick Middleton (51:58) Cam Neely (53:48) Cam Neely (58:27) | Buffalo Memorial Auditorium, Buffalo, New York Zuschauer: 16.433 |

| 12. April 1988 | Boston Bruins Steve Kasper (1:58) Rick Middleton (12:28) Ken Linseman (41:10) Tom McCarthy (46:05) Rick Middleton (54:16) | 5:4 (2:0, 0:2, 3:2) Spielbericht Stand: 3:2 | Buffalo Sabres Christian Ruuttu (20:54) Dave Andreychuk (26:42) John Tucker (51:13) Ray Sheppard (56:58) | Boston Garden, Boston, Massachusetts Zuschauer: 14.451 |

| 14. April 1988 | Buffalo Sabres Mikael Andersson (20:44) Christian Ruuttu (51:31) | 2:5 (0:3, 1:1, 1:1) Spielbericht Stand: 2:4 | Boston Bruins Bob Sweeney (6:28) Bob Joyce (13:13) Willi Plett (13:40) Ken Linseman (32:19) Ken Linseman (59:26) | Buffalo Memorial Auditorium, Buffalo, New York Zuschauer: 16.433 |

#### (P1) New York Islanders – (P4) New Jersey Devils
| 6. April 1988 | New York Islanders Mikko Mäkelä (5:44) Denis Potvin (21:09) Pat LaFontaine (46:58) Pat LaFontaine (66:11) | 4:3 n. V. (1:0, 1:1, 1:2, 1:0) Spielbericht Stand: 1:0 | New Jersey Devils Craig Wolanin (27:49) David Maley (52:05) John MacLean (58:04) | Nassau Veterans Memorial Coliseum, Uniondale, New York Zuschauer: 15.310 |

| 7. April 1988 | New York Islanders Tomas Jonsson (26:25) Gerald Diduck (44:19) | 2:3 (0:0, 1:2, 1:1) Spielbericht Stand: 1:1 | New Jersey Devils John MacLean (29:22) Claude Loiselle (36:17) Mark Johnson (45:56) | Nassau Veterans Memorial Coliseum, Uniondale, New York Zuschauer: 15.163 |

| 9. April 1988 | New Jersey Devils Ken Daneyko (26:21) Mark Johnson (38:33) Mark Johnson (44:28) | 3:0 (0:0, 2:0, 1:0) Spielbericht Stand: 2:1 | New York Islanders | Brendan Byrne Arena, East Rutherford, New Jersey Zuschauer: 19.040 |

| 10. April 1988 | New Jersey Devils Bruce Driver (7:52) John MacLean (12:40) Doug Brown (36:50) John MacLean (59:48) | 4:5 n. V. (2:0, 1:1, 1:3, 0:1) Spielbericht Stand: 2:2 | New York Islanders Alan Kerr (38:49) Brent Sutter (51:30) Brad Lauer (54:53) Pat LaFontaine (58:30) Brent Sutter (75:07) | Brendan Byrne Arena, East Rutherford, New Jersey Zuschauer: 19.096 |

| 12. April 1988 | New York Islanders Pat LaFontaine (8:10) Tomas Jonsson (33:44) | 2:4 (1:1, 1:3, 0:0) Spielbericht Stand: 2:3 | New Jersey Devils Bruce Driver (5:40) Craig Wolanin (23:26) Pat Conacher (33:12) Aaron Broten (37:40) | Nassau Veterans Memorial Coliseum, Uniondale, New York Zuschauer: 16.297 |

| 14. April 1988 | New Jersey Devils Doug Brown (8:41) Pat Verbeek (19:54) Mark Johnson (22:16) Bruce Driver (26:22) Patrik Sundström (32:23) Patrik Sundström (46:18) | 6:5 (2:0, 3:1, 1:4) Spielbericht Stand: 4:2 | New York Islanders Brad Lauer (24:03) Dale Henry (47:38) Steve Konroyd (48:46) Brad Lauer (50:04) Randy Wood (52:40) | Brendan Byrne Arena, East Rutherford, New Jersey Zuschauer: 19.096 |

#### (P2) Washington Capitals – (P3) Philadelphia Flyers
| 6. April 1988 | Washington Capitals Michal Pivoňka (32:05) Dale Hunter (45:27) | 2:4 (0:1, 1:1, 1:2) Spielbericht Stand: 0:1 | Philadelphia Flyers Peter Zezel (5:17) Peter Zezel (25:11) Dave Poulin (49:21) Murray Craven (59:42) | Capital Centre, Landover, Maryland Zuschauer: 16.667 |

| 7. April 1988 | Washington Capitals Kevin Hatcher (0:47) Bobby Gould (18:36) Steve Leach (31:10) Peter Sundström (38:06) Kelly Miller (46:12) | 5:4 (2:2, 2:1, 1:1) Spielbericht Stand: 1:1 | Philadelphia Flyers Mark Howe (5:32) Dave Brown (7:59) Peter Zezel (30:49) Brian Propp (55:55) | Capital Centre, Landover, Maryland Zuschauer: 17.339 |

| 9. April 1988 | Philadelphia Flyers Brian Propp (0:40) Ilkka Sinisalo (23:08) Dave Poulin (32:12) Kjell Samuelsson (35:26) | 4:3 (1:2, 3:1, 0:0) Spielbericht Stand: 2:1 | Washington Capitals Dale Hunter (11:49) Bengt-Åke Gustafsson (16:30) Kevin Hatcher (34:10) | The Spectrum, Philadelphia, Pennsylvania Zuschauer: 17.426 |

| 10. April 1988 | Philadelphia Flyers Ilkka Sinisalo (9:04) Mark Howe (50:53) Brian Propp (55:08) Kjell Samuelsson (59:07) Murray Craven (61:18) | 5:4 n. V. (1:2, 0:0, 3:2, 1:0) Spielbericht Stand: 3:1 | Washington Capitals Michal Pivoňka (13:06) Bengt-Åke Gustafsson (18:36) Mike Gartner (40:55) Dale Hunter (43:04) | The Spectrum, Philadelphia, Pennsylvania Zuschauer: 17.423 |

| 12. April 1988 | Washington Capitals Mike Ridley (10:50) Bengt-Åke Gustafsson (11:26) Kevin Hatcher (25:19) Bobby Gould (29:00) Michal Pivoňka (37:10) | 5:2 (2:1, 3:1, 0:0) Spielbericht Stand: 2:3 | Philadelphia Flyers Ilkka Sinisalo (14:09) Doug Crossman (30:48) | Capital Centre, Landover, Maryland Zuschauer: 17.409 |

| 14. April 1988 | Philadelphia Flyers Ilkka Sinisalo (32:44) Rick Tocchet (37:17) | 2:7 (0:1, 2:4, 0:2) Spielbericht Stand: 3:3 | Washington Capitals Mike Ridley (5:12) Dave Christian (20:25) Bengt-Åke Gustafsson (22:39) Kevin Hatcher (23:17) Michal Pivoňka (36:10) Bobby Gould (42:37) Kelly Miller (50:02) | The Spectrum, Philadelphia, Pennsylvania Zuschauer: 17.423 |

| 16. April 1988 | Washington Capitals Garry Galley (26:42) Kelly Miller (28:02) Kevin Hatcher (37:54) Dale Hunter (45:19) Dale Hunter (65:57) | 5:4 n. V. (0:1, 3:2, 1:1, 1:0) Spielbericht Stand: 4:3 | Philadelphia Flyers Tim Kerr (17:36) Brian Propp (21:35) Mark Howe (22:59) Brad Marsh (46:21) | Capital Centre, Landover, Maryland Zuschauer: 18.130 |

### Clarence Campbell Conference

#### (N1) Detroit Red Wings – (N4) Toronto Maple Leafs
| 6. April 1988 | Detroit Red Wings Adam Oates (26:52) Lee Norwood (48:35) | 2:6 (0:2, 1:0, 1:4) Spielbericht Stand: 0:1 | Toronto Maple Leafs Gary Leeman (4:38) Börje Salming (14:31) Mark Osborne (47:35) Eddie Olczyk (50:04) Gary Leeman (56:43) Al Iafrate (57:41) | Joe Louis Arena, Detroit, Michigan Zuschauer: 19.483 |

| 7. April 1988 | Detroit Red Wings Gerard Gallant (3:57) Petr Klíma (4:22) Petr Klíma (7:31) Doug Halward (10:22) Petr Klíma (37:39) Jim Nill (45:43) | 6:2 (4:2, 1:0, 1:0) Spielbericht Stand: 1:1 | Toronto Maple Leafs Russ Courtnall (5:43) Eddie Olczyk (7:54) | Joe Louis Arena, Detroit, Michigan Zuschauer: 19.468 |

| 9. April 1988 | Toronto Maple Leafs Mike Blaisdell (17:29) Russ Courtnall (25:16) Al Secord (42:25) | 3:6 (1:2, 1:4, 1:0) Spielbericht Stand: 1:2 | Detroit Red Wings Bob Probert (1:44) Jim Nill (5:16) Adam Oates (23:57) Petr Klíma (35:30) Jim Nill (36:52) Petr Klíma (39:36) | Maple Leaf Gardens, Toronto, Ontario Zuschauer: 16.382 |

| 10. April 1988 | Toronto Maple Leafs | 0:8 (0:2, 0:3, 0:3) Spielbericht Stand: 1:3 | Detroit Red Wings Adam Oates (9:33) Dave Barr (14:59) Gerard Gallant (32:06) John Chabot (35:15) Jim Nill (37:11) Bob Probert (43:16) Jim Nill (44:42) Brent Ashton (45:08) | Maple Leaf Gardens, Toronto, Ontario Zuschauer: 16.382 |

| 12. April 1988 | Detroit Red Wings Mel Bridgman (4:31) Adam Oates (7:53) Adam Oates (31:29) Petr Klíma (37:39) John Chabot (43:19) | 5:6 n. V. (2:2, 2:3, 1:0, 0:1) Spielbericht Stand: 3:2 | Toronto Maple Leafs Eddie Olczyk (3:44) Daniel Marois (12:28) Al Iafrate (25:30) Eddie Olczyk (29:57) Tom Fergus (39:59) Eddie Olczyk (60:34) | Joe Louis Arena, Detroit, Michigan Zuschauer: 19.873 |

| 14. April 1988 | Toronto Maple Leafs Al Iafrate (3:39) Tom Fergus (46:37) Todd Gill (55:59) | 3:5 (1:2, 0:1, 2:2) Spielbericht Stand: 2:4 | Detroit Red Wings Mel Bridgman (6:16) Bob Probert (9:34) Dave Barr (34:29) Shawn Burr (40:40) Darren Veitch (47:27) | Maple Leaf Gardens, Toronto, Ontario Zuschauer: 15.668 |

#### (N2) St. Louis Blues – (N3) Chicago Blackhawks
| 6. April 1988 | St. Louis Blues Gino Cavallini (12:52) Brett Hull (36:32) Gordie Roberts (43:00) Brett Hull (47:04) | 4:1 (1:0, 1:0, 2:1) Spielbericht Stand: 1:0 | Chicago Blackhawks Troy Murray (56:45) | St. Louis Arena, St. Louis, Missouri Zuschauer: 12.279 |

| 7. April 1988 | St. Louis Blues Greg Paslawski (13:34) Doug Gilmour (19:27) Brett Hull (43:09) | 3:2 (2:1, 0:1, 1:0) Spielbericht Stand: 2:0 | Chicago Blackhawks Dirk Graham (14:09) Rick Vaive (30:42) | St. Louis Arena, St. Louis, Missouri Zuschauer: 13.185 |

| 9. April 1988 | Chicago Blackhawks Rick Vaive (4:51) Steve Thomas (5:16) Denis Savard (16:13) Denis Savard (24:15) Bob Murray (36:39) Denis Savard (47:24) | 6:3 (3:0, 2:2, 1:1) Spielbericht Stand: 1:2 | St. Louis Blues Bernie Federko (20:17) Gaston Gingras (33:48) Paul Cavallini (58:12) | Chicago Stadium, Chicago, Illinois Zuschauer: 15.764 |

| 10. April 1988 | Chicago Blackhawks Steve Larmer (4:51) Everett Sanipass (6:39) Rick Vaive (27:21) Everett Sanipass (36:48) Rick Vaive (41:11) | 5:6 (2:1, 2:3, 1:2) Spielbericht Stand: 1:3 | St. Louis Blues Tony Hrkac (2:47) Brett Hull (31:08) Doug Gilmour (34:13) Tony Hrkac (39:55) Tony Hrkac (45:54) Tony Hrkac (55:15) | Chicago Stadium, Chicago, Illinois Zuschauer: 15.207 |

| 12. April 1988 | St. Louis Blues Brian Benning (7:54) Tony Hrkac (11:22) Brett Hull (17:06) Brett Hull (40:15) Gino Cavallini (48:13) | 5:3 (3:1, 0:2, 2:0) Spielbericht Stand: 4:1 | Chicago Blackhawks Denis Savard (9:52) Rick Vaive (33:27) Rick Vaive (34:36) | St. Louis Arena, St. Louis, Missouri Zuschauer: 14.887 |

#### (S1) Calgary Flames – (S4) Los Angeles Kings
| 6. April 1988 | Calgary Flames Lanny McDonald (6:00) Al MacInnis (8:07) Joel Otto (9:36) Håkan Loob (14:42) Joel Otto (22:54) Joe Mullen (30:37) Joe Nieuwendyk (50:07) Gary Roberts (53:19) Håkan Loob (55:02) | 9:2 (4:0, 2:2, 3:0) Spielbericht Stand: 1:0 | Los Angeles Kings Jimmy Carson (27:21) Dave Taylor (34:49) | Olympic Saddledome, Calgary, Alberta Zuschauer: 19.440 |

| 7. April 1988 | Calgary Flames Paul Reinhart (5:06) Joe Mullen (9:49) Joel Otto (23:24) Tim Hunter (24:45) John Tonelli (49:33) Gary Suter (59:26) | 6:4 (2:1, 2:2, 2:1) Spielbericht Stand: 2:0 | Los Angeles Kings Dave Taylor (15:13) Jimmy Carson (35:34) Chris Kontos (39:17) Paul Fenton (56:47) | Olympic Saddledome, Calgary, Alberta Zuschauer: 19.131 |

| 9. April 1988 | Los Angeles Kings Jimmy Carson (12:42) Bernie Nicholls (24:38) Luc Robitaille (35:15) Bobby Carpenter (40:46) Jimmy Carson (54:08) | 5:2 (1:1, 2:0, 2:1) Spielbericht Stand: 1:2 | Calgary Flames Colin Patterson (13:58) Dana Murzyn (47:31) | The Forum, Inglewood, Kalifornien Zuschauer: 16.005 |

| 10. April 1988 | Los Angeles Kings Dave Taylor (12:13) Luc Robitaille (13:10) Steve Duchesne (28:12) | 3:7 (2:3, 1:2, 0:2) Spielbericht Stand: 1:3 | Calgary Flames Håkan Loob (1:29) Brad McCrimmon (4:56) Gary Roberts (10:50) Tim Hunter (34:35) Håkan Loob (36:05) Lanny McDonald (40:19) Håkan Loob (48:41) | The Forum, Inglewood, Kalifornien Zuschauer: 13.850 |

| 12. April 1988 | Calgary Flames Håkan Loob (4:01) Al MacInnis (18:22) Paul Reinhart (23:38) Håkan Loob (41:57) Tim Hunter (42:32) Ric Nattress (49:03) | 6:4 (2:1, 1:1, 3:2) Spielbericht Stand: 4:1 | Los Angeles Kings Jay Wells (11:06) Bernie Nicholls (22:45) Paul Fenton (56:10) Jimmy Carson (58:18) | Olympic Saddledome, Calgary, Alberta Zuschauer: 19.626 |

#### (S2) Edmonton Oilers – (S3) Winnipeg Jets
| 6. April 1988 | Edmonton Oilers Mark Messier (17:56) Glenn Anderson (40:27) Jari Kurri (44:09) Glenn Anderson (46:10) Craig Simpson (46:20) Charlie Huddy (53:39) Glenn Anderson (54:47) | 7:4 (1:1, 0:1, 6:2) Spielbericht Stand: 1:0 | Winnipeg Jets Dale Hawerchuk (6:29) Steve Rooney (39:12) Ray Neufeld (41:55) Doug Smail (58:33) | Northlands Coliseum, Edmonton, Alberta Zuschauer: 17.054 |

| 7. April 1988 | Edmonton Oilers Esa Tikkanen (5:26) Kevin McClelland (32:49) Craig Simpson (58:55) | 3:2 (1:0, 1:2, 1:0) Spielbericht Stand: 2:0 | Winnipeg Jets Peter Taglianetti (22:23) Paul MacLean (34:44) | Northlands Coliseum, Edmonton, Alberta Zuschauer: 16.843 |

| 9. April 1988 | Winnipeg Jets Fredrik Olausson (7:30) Thomas Steen (9:44) Andrew McBain (18:00) Ray Neufeld (29:54) Randy Gilhen (33:22) Laurie Boschman (59:23) | 6:4 (3:0, 2:4, 1:0) Spielbericht Stand: 1:2 | Edmonton Oilers Normand Lacombe (24:28) Craig Simpson (27:26) Mark Messier (28:46) Mike Krushelnyski (33:58) | Winnipeg Arena, Winnipeg, Manitoba Zuschauer: 12.813 |

| 10. April 1988 | Winnipeg Jets David Ellett (9:16) Andrew McBain (13:23) Paul MacLean (21:52) | 3:5 (2:0, 1:3, 0:2) Spielbericht Stand: 1:3 | Edmonton Oilers Craig Simpson (27:18) Jari Kurri (38:44) Charlie Huddy (39:22) Normand Lacombe (46:47) Jari Kurri (56:38) | Winnipeg Arena, Winnipeg, Manitoba Zuschauer: 12.491 |

| 12. April 1988 | Edmonton Oilers Mark Messier (9:07) Esa Tikkanen (17:37) Jari Kurri (29:36) Mark Messier (31:59) Wayne Gretzky (35:43) Jari Kurri (58:39) | 6:2 (2:0, 3:2, 1:0) Spielbericht Stand: 4:1 | Winnipeg Jets Dale Hawerchuk (38:04) Dale Hawerchuk (38:28) | Northlands Coliseum, Edmonton, Alberta Zuschauer: 16.829 |

## Division-Finale

### Prince of Wales Conference

#### Canadiens de Montréal (A1) – (A2) Boston Bruins
| 18. April 1988 | Canadiens de Montréal Kjell Dahlin (3:33) Mike McPhee (8:52) Claude Lemieux (25:17) Claude Lemieux (35:43) Stéphane Richer (54:39) | 5:2 (2:0, 2:1, 1:1) Spielbericht Stand: 1:0 | Boston Bruins Bob Joyce (36:47) Randy Burridge (47:05) | Forum de Montréal, Montréal, Québec Zuschauer: 17.513 |

| 20. April 1988 | Canadiens de Montréal Mike McPhee (49:01) John Kordic (52:56) Larry Robinson (58:07) | 3:4 (0:0, 0:2, 3:2) Spielbericht Stand: 1:1 | Boston Bruins Bob Sweeney (23:50) Ray Bourque (29:07) Moe Lemay (41:32) Cam Neely (49:45) | Forum de Montréal, Montréal, Québec Zuschauer: 17.828 |

| 22. April 1988 | Boston Bruins Moe Lemay (4:07) Bob Sweeney (39:13) Gord Kluzak (41:46) | 3:1 (1:0, 1:0, 1:1) Spielbericht Stand: 2:1 | Canadiens de Montréal Chris Chelios (56:18) | Boston Garden, Boston, Massachusetts Zuschauer: 14.451 |

| 24. April 1988 | Boston Bruins Rick Middleton (31:25) Gord Kluzak (59:40) | 2:0 (0:0, 1:0, 1:0) Spielbericht Stand: 3:1 | Canadiens de Montréal | Boston Garden, Boston, Massachusetts Zuschauer: 14.451 |

| 26. April 1988 | Canadiens de Montréal John Kordic (34:35) | 1:4 (0:2, 1:1, 0:1) Spielbericht Stand: 1:4 | Boston Bruins Steve Kasper (10:20) Cam Neely (14:09) Steve Kasper (30:02) Cam Neely (44:06) | Forum de Montréal, Montréal, Québec Zuschauer: 18.094 |

#### (P2) Washington Capitals – (P4) New Jersey Devils
| 18. April 1988 | Washington Capitals Mike Ridley (7:18) Larry Murphy (23:29) Scott Stevens (36:48) | 3:1 (1:0, 2:0, 0:1) Spielbericht Stand: 1:0 | New Jersey Devils Tom Kurvers (49:49) | Capital Centre, Landover, Maryland Zuschauer: 16.710 |

| 20. April 1988 | Washington Capitals Mike Ridley (13:15) Larry Murphy (37:45) | 2:5 (1:1, 1:3, 0:1) Spielbericht Stand: 1:1 | New Jersey Devils Aaron Broten (9:37) Aaron Broten (23:02) Aaron Broten (25:23) Pat Verbeek (38:14) Patrik Sundström (52:49) | Capital Centre, Landover, Maryland Zuschauer: 18.130 |

| 22. April 1988 | New Jersey Devils Mark Johnson (10:37) Mark Johnson (15:07) Patrik Sundström (20:57) Claude Loiselle (22:01) Anders Carlsson (31:39) Doug Brown (35:33) Patrik Sundström (39:45) Mark Johnson (42:59) Mark Johnson (49:47) Patrik Sundström (54:14) | 10:4 (2:1, 5:3, 3:0) Spielbericht Stand: 2:1 | Washington Capitals Dave Christian (18:22) Larry Murphy (26:51) Mike Gartner (29:50) Larry Murphy (33:57) | Brendan Byrne Arena, East Rutherford, New Jersey Zuschauer: 19.096 |

| 24. April 1988 | New Jersey Devils Tom Kurvers (3:12) | 1:4 (1:2, 0:1, 0:1) Spielbericht Stand: 2:2 | Washington Capitals Dave Christian (3:55) Peter Sundström (11:02) Dave Christian (29:11) Dale Hunter (48:45) | Brendan Byrne Arena, East Rutherford, New Jersey Zuschauer: 19.096 |

| 26. April 1988 | Washington Capitals Mike Ridley (50:24) | 1:3 (0:1, 0:1, 1:1) Spielbericht Stand: 2:3 | New Jersey Devils Kirk Muller (16:36) Tom Kurvers (26:54) Kirk Muller (53:26) | Capital Centre, Landover, Maryland Zuschauer: 18.130 |

| 28. April 1988 | New Jersey Devils Claude Loiselle (0:18) David Maley (47:21) | 2:7 (1:3, 0:2, 1:2) Spielbericht Stand: 3:3 | Washington Capitals Mike Ridley (6:40) Dale Hunter (13:07) Steve Leach (17:03) Yvon Corriveau (30:43) Dave Christian (37:48) Kelly Miller (45:25) Mike Gartner (58:32) | Brendan Byrne Arena, East Rutherford, New Jersey Zuschauer: 19.096 |

| 30. April 1988 | Washington Capitals Grant Ledyard (35:21) Garry Galley (39:54) | 2:3 (0:2, 2:0, 0:1) Spielbericht Stand: 3:4 | New Jersey Devils Kirk Muller (0:14) Claude Loiselle (12:01) John MacLean (53:49) | Capital Centre, Landover, Maryland Zuschauer: 18.130 |

### Clarence Campbell Conference

#### (N1) Detroit Red Wings – (N2) St. Louis Blues
| 19. April 1988 | Detroit Red Wings Jim Nill (1:48) Shawn Burr (2:31) Steve Chiasson (28:34) Shawn Burr (46:09) Gerard Gallant (47:46) | 5:4 (2:2, 1:0, 2:2) Spielbericht Stand: 1:0 | St. Louis Blues Mark Hunter (10:53) Brett Hull (13:47) Mark Hunter (43:01) Gino Cavallini (53:32) | Joe Louis Arena, Detroit, Michigan Zuschauer: 19.572 |

| 21. April 1988 | Detroit Red Wings Petr Klíma (7:00) Steve Chiasson (10:17) Gerard Gallant (15:45) Petr Klíma (39:41) Petr Klíma (50:24) Brent Ashton (58:52) | 6:0 (3:0, 1:0, 2:0) Spielbericht Stand: 2:0 | St. Louis Blues | Joe Louis Arena, Detroit, Michigan Zuschauer: 19.779 |

| 23. April 1988 | St. Louis Blues Gino Cavallini (0:26) Tony McKegney (21:03) Tony Hrkac (32:19) Tony McKegney (34:19) Doug Gilmour (47:12) Gino Cavallini (50:33) | 6:3 (1:2, 3:0, 2:1) Spielbericht Stand: 1:2 | Detroit Red Wings Adam Oates (4:12) Bob Probert (17:58) Dave Barr (59:33) | St. Louis Arena, St. Louis, Missouri Zuschauer: 17.375 |

| 25. April 1988 | St. Louis Blues Tony McKegney (39:40) | 1:3 (0:2, 1:0, 0:1) Spielbericht Stand: 1:3 | Detroit Red Wings Gerard Gallant (14:33) Petr Klíma (17:21) Gerard Gallant (49:53) | St. Louis Arena, St. Louis, Missouri Zuschauer: 15.385 |

| 27. April 1988 | Detroit Red Wings Lee Norwood (17:22) Bob Probert (31:18) John Chabot (45:42) Tim Higgins (57:35) | 4:3 (1:0, 1:2, 2:1) Spielbericht Stand: 4:1 | St. Louis Blues Herb Raglan (21:29) Bernie Federko (27:02) Steve Bozek (44:04) | Joe Louis Arena, Detroit, Michigan Zuschauer: 19.873 |

#### (S1) Calgary Flames – (S2) Edmonton Oilers
| 19. April 1988 | Calgary Flames Brad McCrimmon (13:59) | 1:3 (1:1, 0:0, 0:2) Spielbericht Stand: 0:1 | Edmonton Oilers Mark Messier (11:49) Jari Kurri (53:23) Wayne Gretzky (56:18) | Olympic Saddledome, Calgary, Alberta Zuschauer: 19.626 |

| 21. April 1988 | Calgary Flames Lanny McDonald (7:23) Al MacInnis (11:26) Rob Ramage (23:56) Tim Hunter (44:08) | 4:5 n. V. (2:1, 1:2, 1:1, 0:1) Spielbericht Stand: 0:2 | Edmonton Oilers Mark Messier (13:49) Charlie Huddy (31:20) Wayne Gretzky (33:18) Jari Kurri (56:01) Wayne Gretzky (67:54) | Olympic Saddledome, Calgary, Alberta Zuschauer: 19.626 |

| 23. April 1988 | Edmonton Oilers Steve Smith (9:23) Charlie Huddy (28:54) Glenn Anderson (37:10) Jari Kurri (49:04) | 4:2 (1:1, 2:0, 1:1) Spielbericht Stand: 3:0 | Calgary Flames Håkan Loob (3:11) Joe Nieuwendyk (46:46) | Northlands Coliseum, Edmonton, Alberta Zuschauer: 17.502 |

| 25. April 1988 | Edmonton Oilers Mark Messier (9:27) Craig Simpson (15:31) Wayne Gretzky (24:31) Esa Tikkanen (26:39) Dave Hannan (34:23) Glenn Anderson (51:40) | 6:4 (2:0, 3:3, 1:1) Spielbericht Stand: 4:0 | Calgary Flames Craig Coxe (30:35) Dana Murzyn (32:45) Joe Nieuwendyk (35:35) John Tonelli (56:09) | Northlands Coliseum, Edmonton, Alberta Zuschauer: 17.502 |

## Conference-Finale

### Prince of Wales Conference

#### (A2) Boston Bruins – (P4) New Jersey Devils
| 2. Mai 1988 | Boston Bruins Glen Wesley (8:48) Steve Kasper (22:38) Craig Janney (29:40) Ray Bourque (45:56) Ken Linseman (56:05) | 5:3 (1:0, 2:2, 2:1) Spielbericht Stand: 1:0 | New Jersey Devils Tom Kurvers (31:26) Jack O’Callahan (33:45) Tom Kurvers (42:48) | Boston Garden, Boston, Massachusetts Zuschauer: 14.451 |

| 4. Mai 1988 | Boston Bruins Keith Crowder (4:38) Bob Joyce (56:36) | 2:3 n. V. (1:2, 0:0, 1:0, 0:1) Spielbericht Stand: 1:1 | New Jersey Devils Pat Verbeek (11:38) Aaron Broten (16:20) Doug Brown (77:46) | Boston Garden, Boston, Massachusetts Zuschauer: 14.451 |

| 6. Mai 1988 | New Jersey Devils Brendan Shanahan (34:58) | 1:6 (0:0, 1:5, 0:1) Spielbericht Stand: 1:2 | Boston Bruins Ken Linseman (21:05) Bob Joyce (22:03) Lyndon Byers (22:18) Gord Kluzak (30:52) Ken Linseman (37:05) Tom McCarthy (53:05) | Brendan Byrne Arena, East Rutherford, New Jersey Zuschauer: 19.096 |

| 8. Mai 1988 | New Jersey Devils David Maley (10:47) Pat Verbeek (11:32) Tom Kurvers (44:04) | 3:1 (2:0, 0:1, 1:0) Spielbericht Stand: 2:2 | Boston Bruins Cam Neely (32:31) | Brendan Byrne Arena, East Rutherford, New Jersey Zuschauer: 19.096 |

| 10. Mai 1988 | Boston Bruins Michael Thelvén (12:12) Craig Janney (17:24) Keith Crowder (26:15) Bob Joyce (28:41) Bob Joyce (43:28) Ken Linseman (49:05) Bob Sweeney (49:29) | 7:1 (2:1, 2:0, 3:0) Spielbericht Stand: 3:2 | New Jersey Devils Brendan Shanahan (18:05) | Boston Garden, Boston, Massachusetts Zuschauer: 14.451 |

| 12. Mai 1988 | New Jersey Devils Mark Johnson (15:40) Mark Johnson (18:15) Doug Brown (31:03) John MacLean (37:12) Pat Conacher (42:45) Patrik Sundström (57:30) | 6:3 (2:1, 2:2, 2:0) Spielbericht Stand: 3:3 | Boston Bruins Willi Plett (1:57) Bob Sweeney (27:24) Michael Thelvén (34:17) | Brendan Byrne Arena, East Rutherford, New Jersey Zuschauer: 19.096 |

| 14. Mai 1988 | Boston Bruins Craig Janney (8:59) Moe Lemay (11:59) Rick Middleton (22:57) Craig Janney (52:05) Cam Neely (53:19) Ken Linseman (59:36) | 6:2 (2:0, 1:1, 3:1) Spielbericht Stand: 4:3 | New Jersey Devils John MacLean (35:28) Kirk Muller (43:41) | Boston Garden, Boston, Massachusetts Zuschauer: 14.451 |

### Clarence Campbell Conference

#### (S2) Edmonton Oilers – (N1) Detroit Red Wings
| 3. Mai 1988 | Edmonton Oilers Jari Kurri (7:30) Randy Gregg (21:11) Craig Simpson (35:54) Esa Tikkanen (42:07) | 4:1 (1:0, 2:1, 1:0) Spielbericht Stand: 1:0 | Detroit Red Wings Brent Ashton (34:17) | Northlands Coliseum, Edmonton, Alberta Zuschauer: 17.478 |

| 5. Mai 1988 | Edmonton Oilers Mark Messier (25:24) Mark Messier (40:48) Jari Kurri (41:18) Craig Simpson (45:01) Wayne Gretzky (59:42) | 5:3 (0:1, 1:2, 4:0) Spielbericht Stand: 2:0 | Detroit Red Wings John Chabot (2:03) Mel Bridgman (35:20) Brent Ashton (37:41) | Northlands Coliseum, Edmonton, Alberta Zuschauer: 17.502 |

| 7. Mai 1988 | Detroit Red Wings Brent Ashton (11:57) Brent Ashton (36:32) Bob Probert (39:44) Dave Barr (57:37) Mel Bridgman (58:33) | 5:2 (1:1, 2:0, 2:1) Spielbericht Stand: 1:2 | Edmonton Oilers Wayne Gretzky (4:47) Wayne Gretzky (41:10) | Joe Louis Arena, Detroit, Michigan Zuschauer: 19.873 |

| 9. Mai 1988 | Detroit Red Wings Adam Oates (19:21) Bob Probert (30:25) Bob Probert (53:13) | 3:4 n. V. (1:1, 1:2, 1:0, 0:1) Spielbericht Stand: 1:3 | Edmonton Oilers Craig Simpson (15:22) Jari Kurri (20:23) Glenn Anderson (24:03) Jari Kurri (71:02) | Joe Louis Arena, Detroit, Michigan Zuschauer: 19.873 |

| 11. Mai 1988 | Edmonton Oilers Craig Simpson (0:47) Craig Simpson (8:08) Mark Messier (25:55) Mike Krushelnyski (34:36) Keith Acton (35:00) Jari Kurri (38:02) Mike Krushelnyski (54:49) Wayne Gretzky (59:08) | 8:4 (2:1, 4:1, 2:2) Spielbericht Stand: 4:1 | Detroit Red Wings Brent Ashton (4:19) Dave Barr (20:41) Adam Oates (41:33) Steve Yzerman (44:13) | Northlands Coliseum, Edmonton, Alberta Zuschauer: 17.319 |

## Stanley-Cup-Finale

### (S2) Edmonton Oilers – (A2) Boston Bruins
| 18. Mai 1988 | Edmonton Oilers Wayne Gretzky (21:56) Keith Acton (41:15) | 2:1 (0:0, 1:1, 1:0) Spielbericht Stand: 1:0 | Boston Bruins Cam Neely (33:15) | Northlands Coliseum, Edmonton, Alberta Zuschauer: 17.502 |

| 20. Mai 1988 | Edmonton Oilers Glenn Anderson (15:57) Mark Messier (19:30) Wayne Gretzky (51:21) Jari Kurri (59:53) | 4:2 (2:0, 0:0, 2:2) Spielbericht Stand: 2:0 | Boston Bruins Bob Joyce (40:35) Ken Linseman (43:16) | Northlands Coliseum, Edmonton, Alberta Zuschauer: 17.502 |

| 22. Mai 1988 | Boston Bruins Randy Burridge (2:46) Moe Lemay (44:19) Cam Neely (54:02) | 3:6 (1:1, 0:2, 2:3) Spielbericht Stand: 0:3 | Edmonton Oilers Kevin McClelland (16:18) Esa Tikkanen (30:25) Glenn Anderson (32:57) Esa Tikkanen (41:32) Craig Simpson (50:28) Esa Tikkanen (59:40) | Boston Garden, Boston, Massachusetts Zuschauer: 14.451 |

| 24. Mai 1988 | Boston Bruins Greg Hawgood (16:56) Glen Wesley (26:12) Glen Wesley (27:37) | 3:3 Anm. (1:2, 2:1, –:–) Spielbericht Stand: 0:3 | Edmonton Oilers Glenn Anderson (0:10) Esa Tikkanen (15:33) Craig Simpson (36:37) | Boston Garden, Boston, Massachusetts |

| 26. Mai 1988 | Edmonton Oilers Normand Lacombe (6:07) Esa Tikkanen (15:03) Mike Krushelnyski (26:38) Wayne Gretzky (29:44) Craig Simpson (39:58) Esa Tikkanen (41:21) | 6:3 (2:2, 3:0, 1:1) Spielbericht Stand: 4:0 | Boston Bruins Steve Kasper (0:43) Ken Linseman (9:44) Steve Kasper (46:35) | Northlands Coliseum, Edmonton, Alberta Zuschauer: 17.502 |

### Stanley-Cup-Sieger
| Stanley-Cup-Sieger Edmonton Oilers | Torhüter: Grant Fuhr, Bill Ranford Verteidiger: Jeff Beukeboom, Randy Gregg, Charlie Huddy, Kevin Lowe, Marty McSorley, Craig Muni, Steve Smith Angreifer: Keith Acton, Glenn Anderson, Geoff Courtnall, Wayne Gretzky (C), Dave Hannan, Mike Krushelnyski, Jari Kurri, Normand Lacombe, Craig MacTavish, Kevin McClelland, Mark Messier, Craig Simpson, Esa Tikkanen Cheftrainer: Glen Sather General Manager: Glen Sather |

## Beste Scorer
Abkürzungen: GP = Spiele, G = Tore, A = Assists, Pts = Punkte, +/− = Plus/Minus, PIM = Strafminuten; Fett: Bestwert
| Spieler          | Team       | GP | G  | A  | Pts | +/− | PIM |
| ---------------- | ---------- | -- | -- | -- | --- | --- | --- |
| Wayne Gretzky    | Edmonton   | 19 | 12 | 31 | 43  | +9  | 16  |
| Mark Messier     | Edmonton   | 19 | 11 | 23 | 34  | +9  | 29  |
| Jari Kurri       | Edmonton   | 19 | 14 | 17 | 31  | +15 | 12  |
| Esa Tikkanen     | Edmonton   | 19 | 10 | 17 | 27  | +2  | 72  |
| Ken Linseman     | Boston     | 23 | 11 | 14 | 25  | +4  | 56  |
| Glenn Anderson   | Edmonton   | 19 | 9  | 16 | 25  | +5  | 49  |
| Bob Probert      | Detroit    | 16 | 8  | 13 | 21  | +8  | 51  |
| Ray Bourque      | Boston     | 23 | 3  | 18 | 21  | +16 | 26  |
| Patrik Sundström | New Jersey | 18 | 7  | 13 | 20  | +7  | 14  |
| Adam Oates       | Detroit    | 16 | 8  | 12 | 20  | −2  | 6   |

Die beste Plus/Minus-Statistik erreichte Randy Gregg von den Edmonton Oilers mit einem Wert von +17.

## Beste Torhüter
Die kombinierte Tabelle zeigt die jeweils drei besten Torhüter in den Kategorien Gegentorschnitt und Fangquote sowie die jeweils Führenden in den Kategorien Shutouts und Siege.
Abkürzungen: GP = Spiele, Min = Eiszeit (in Minuten), W = Siege, L = Niederlagen, GA = Gegentore, SO = Shutouts, Sv% = gehaltene Schüsse (in %), GAA = Gegentorschnitt; Fett: Bestwert; Sortiert nach Gegentorschnitt.
Erfasst werden nur Torhüter mit 180 absolvierten Spielminuten.
| Spieler        | Team       | GP | Min  | W  | L | GA | SO | Sv%  | GAA  |
| -------------- | ---------- | -- | ---- | -- | - | -- | -- | ---- | ---- |
| Brian Hayward  | Montréal   | 4  | 230  | 2  | 2 | 9  | 0  | 89,3 | 2,35 |
| Réjean Lemelin | Boston     | 17 | 1025 | 11 | 6 | 45 | 1  | 89,5 | 2,64 |
| Grant Fuhr     | Edmonton   | 19 | 1136 | 16 | 2 | 55 | 0  | 88,4 | 2,91 |
| Pete Peeters   | Washington | 12 | 653  | 7  | 5 | 34 | 0  | 89,5 | 3,12 |
| Glen Hanlon    | Detroit    | 8  | 431  | 4  | 3 | 22 | 1  | 87,1 | 3,07 |
| Sean Burke     | New Jersey | 17 | 999  | 9  | 8 | 57 | 1  | 88,9 | 3,42 |
| Greg Stefan    | Detroit    | 10 | 528  | 5  | 4 | 32 | 1  | 86,4 | 3,64 |